# Björn Andrésen
Pour les articles homonymes, voir Andresen.
 (avril 2021).
Si vous disposez d'ouvrages ou d'articles de référence ou si vous connaissez des sites web de qualité traitant du thème abordé ici, merci de compléter l'article en donnant les références utiles à sa vérifiabilité et en les liant à la section « Notes et références ».

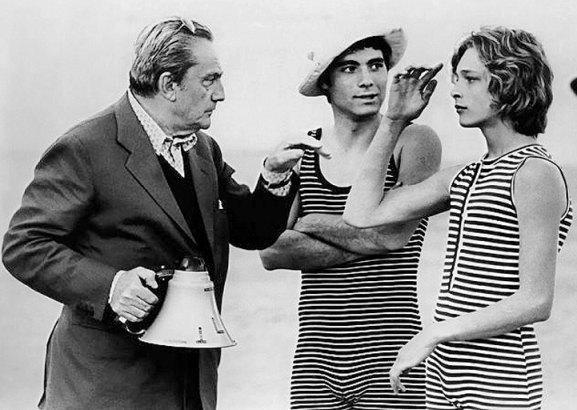
En plein tournage du film Mort à Venise en 1971, Luchino Visconti dialogue avec Sergio Garfagnoli et Björn Andrésen (à droite).

Björn Andrésen est un acteur suédois, né le 26 janvier 1955 à Stockholm. Il est immortalisé dans le rôle de l'ange blond âgé de 14 ans, nommé Tadzio, qui incarne l'idéal de beauté platonicienne dans le film Mort à Venise (Morte a Venezia) de Luchino Visconti, inspiré du roman de Thomas Mann, La Mort à Venise.

## Biographie

### Carrière cinématographique
En 1971, alors qu'il n’a joué que dans un seul film En kärlekshistoria, Björn Andrésen paraît dans Mort à Venise (Morte a Venezia) de Luchino Visconti qui lui vaut une reconnaissance internationale. Le film n’obtient au box-office que des résultats relativement médiocres, mais on salue le jeune acteur dans son interprétation de Tadzio, ce séduisant adolescent polonais en vacances avec sa famille dans une Venise élégante et mortifère, qui provoque la mort du compositeur Gustav von Aschenbach — joué par Dirk Bogarde.
Björn Andrésen a 14 ans quand il est découvert. Il est orphelin et est élevé par sa grand-mère qui l'inscrit dans de multiples activités extrascolaires dont le théâtre. C’est pour elle qu’il accepte ce rôle, car elle a toujours voulu qu'un de ses petits-fils soit connu, sans savoir vraiment de quoi il retourne. Visconti est à la recherche depuis plusieurs mois d'un adolescent incarnant la beauté spirituelle idéale et non charnelle, un « ange de la mort ». Il le choisit lors d'un casting à Stockholm.
Au moment de la sortie du film, des rumeurs circulent aux États-Unis où l’on se demande si l’acteur allait devenir homosexuel ou non, sans savoir que Visconti avait spécialement engagé pour lui une gouvernante, Myriam, pour le protéger et l'aider à préparer ses devoirs scolaires en dehors des heures de tournage et ignorant que sa grand-mère était également présente pendant le tournage. De plus, Visconti interdit aux équipes d'entrer en contact avec le jeune garçon hors caméra. Dans le film, son rôle lui fait échanger des regards ambigus avec le compositeur Aschenbach et, à une autre occasion, il lutte corps à corps avec un garçon plus âgé sur la plage de l'hôtel des Bains. Andrésen oppose un démenti catégorique, et, plus tard, fait part de son malaise quand le réalisateur Luchino Visconti le force un an après le tournage à visiter un bar gay, où il attire l’attention d’un certain nombre de messieurs plus âgés. Étant très mal a l'aise, il commence à boire pour oublier ce qu'il est actuellement en train de vivre. Le lendemain, il ne se rappelle plus comment il est rentré, ni comment la soirée s'est terminée. Aujourd'hui encore, il ignore ce qu'il s'est passé cette nuit-là.
À 16 ans, Après la sortie de Mort à Venise, il passe quelques semaines au Japon, pour la promotion du film. Une fois arrivé, tout est déjà prêt pour lui. Il apparaît dans de nombreuses publicités télévisées et enregistre également deux chansons pop. On dit que son interprétation de Tadzio a influencé de nombreux artistes japonais de manga de l'époque — en particulier les autrices Keiko Takemiya et Moto Hagio , connues pour leurs représentations de garçons jeunes et efféminés qui envahirent alors les mangas shôjo.
En 1974, dans son étude The Great Romantic Films, l’historien du cinéma Lawrence J. Quirk assure que certaines représentations de l’adolescent « pourraient être extraites du film et accrochées aux murs du Louvre ou du Vatican ».
Björn Andrésen reprend des cours de théâtre par la suite en Suède, se marie en 1983 et enchaîne quelques petits rôles. Sa carrière ne démarre jamais. Il se tourne vers la musique et doit affronter des problèmes psychologiques. Ce n'est que lorsqu’il a atteint un certain âge que le public s'interroge sur ce qu'il est devenu.
En 2003, alors qu'il a déjà 48 ans, voulant absolument dissiper les rumeurs concernant sa sexualité et se débarrasser de son image d'autrefois de « plus beau garçon du monde » (expression de la presse internationale de l'époque à son sujet), il fait savoir qu'il évitera les rôles d'homosexuel et s'insurge lorsque l’autrice féministe Germaine Greer utilise sans sa permission une photo de lui adolescent pour la couverture de son livre The Beautiful Boy (2003). Bien qu’elle ait consulté le photographe David Bailey, qui détenait les droits d’auteur sur le cliché, avant de publier le livre, Björn Andrésen soutient que lorsqu'on utilise l’image d’une autre personne, il est d’usage d’en informer l'intéressé au préalable, ajoutant qu’il n’aurait jamais donné son consentement.
En 2019, il apparaît dans le film Midsommar, d'Ari Aster, où il tient le rôle du vieillard Dan.
Andrésen a aussi été présent dans quelques longs métrages suédois. En 2021, les réalisateurs Kristina Lindström (sv) et Kristian Petri (sv) filment un documentaire sur sa vie et son entourage intitulé L'Ange blond de Visconti.

### Musique
Björn Andrésen n’est pas seulement acteur. Il est aussi musicien professionnel et a joué et tourné régulièrement avec le groupe de danse Sven Erics.

### Vie privée
Son physique de beau jeune homme européen blond aux yeux gris bleu, ainsi que le succès de Mort à Venise, devenu un grand classique, lui octroient une popularité qui le propulse au rang d'icône intemporelle, plongeant l'acteur dans un malaise profond qui le poursuivra toute sa vie. Il a dit s'être senti dépossédé de son reflet après Mort à Venise. « Je voulais être ailleurs et être quelqu’un d’autre. » déclare-t-il.

## Filmographie

### Longs métrages
- 1970 : Une histoire d'amour suédoise (En kärlekshistoria) de Roy Andersson : un copain de Pär
- 1971 : Mort à Venise (Morte a Venezia) de Luchino Visconti : Tadzio
- 1977 : Bluff Stop : Stefan
- 1982 : Gräsänklingar : Åsa
- 1982 : L'Assassin candide (Den Enfaldige mördaren) de Hans Alfredson : Angel
- 1985 : Smugglarkungen : le joueur de tennis
- 1986 : Morrhår & ärtor : le pianiste
- 1990 : Lucifer Sensommer - gult og sort : Mannen
- 1991 : Agnes Cecilia - En sällsam historia : le père de Nora
- 1992 : Kojan (court-métrage) d'Anders Lennberg
- 2004 : Pelikaanimies de Liisa Helminen : le pianiste
- 2014 : Gentlemen de Mikael Marcimain : Varg-Larsson
- 2014 : Reya de Brozzi Lunetta : le patron du bar
- 2016 : Shelley d'Ali Abbasi : Leo
- 2016 : The Lost Ones de Dariusz Steiness : Rolf Svensson
- 2019 : Midsommar d'Ari Aster : Dan
- 2021 : L'Ange blond de Visconti (Världens vackraste pojke), documentaire de Kristina Lindström (sv) et Kristian Petri (sv) : lui-même

### Série télévisée
- 2016 : Springfloden : Benseman
- 2022 : Agatha Christie : les enquêtes de Hjerson : Oscar

### Documentaires
- Kristina Petri et Kristian Lindström, L'Ange blond de Visconti : Björn Andrésen, de l'éphèbe à l'acteur, film documentaire suédois de 55 minutes diffusé sur Arte le lundi 1er novembre 2021
- Luchino Visconti, Alla ricerca di Tadzio (« À la recherche de Tadzio »), film documentaire italien de 30 minutes (1970)

### Internet
- À la recherche de Tadzio.